# Elizabeth Crane
Elizabeth Crane est une écrivaine américaine née en 1961.

## Œuvres traduites en français
- Feu occulte, [«  When the Messenger Is Hot »], trad. de Bruno Boudard, Paris, Éditions Phébus, coll. « D’aujourd’hui étranger », 2005, 189 p.  (ISBN 2-7529-0076-7)[1],[2]
- Bonté divine, [« All This Heavenly Glory »], roman, trad. de Bruno Boudard, Paris, Éditions Phébus, coll. « D’aujourd’hui étranger », 2006, 244 p.  (ISBN 2-7529-0179-8)
- Banana love, [« You Must Be This Happy to Enter »], trad. de Bruno Boudard, Paris, Éditions Phébus, coll. « D’aujourd’hui étranger », 2007, 218 p.  (ISBN 978-2-7529-0313-6)[3] - rééd. 10/18 n°4247, 2009
- Une famille heureuse, [« We Only Know So Much »], roman, trad. de Bruno Boudard, Paris, Éditions Phébus, coll. « D’aujourd’hui étranger », 2013, p.  (ISBN 978-2-7529-0778-3)[4],[5],[6] - rééd. 10/18 n°4818, 2014